# Jonny Rödlund
Jonny Erik Gunnar Rödlund, född 22 december 1971 i Västerås, svensk fotbollstränare och före detta fotbollsspelare. Redan som 17-åring spelade han 16 matcher och gjorde tre mål när IFK Norrköping tog sitt SM-tecken 1989. Han gjorde två mål för Sverige i OS- turneringen 1992 i Barcelona. Rödlund gjorde också 2 träningslandskamper i A-landslaget. Först 14 februari 1990 mot Förenade Arabemiraten och sedan 2 februari 1992 mot Australien.
Han spelade i sex olika länder under sin aktiva karriär, där första resan blev till det belgiska laget Anderlecht och vid 16 års ålder spelade Rödlund i engelska Manchester United där han regerade som ungdomsproffs och mittfältare.

## Meriter
- Svensk mästare 1989
- Svensk cupvinnare 1991
- U21-EM, silver 1992
- Olympiska sommarspelen 1992
- 2 A-landskamper
- 21 OS-landskamper
- 20 U21-landskamper
- 30 J-landskamper
- 16 P-landskamper